# Busted (Cheap Trick)
Busted è l'undicesimo album in studio della rock band Cheap Trick, pubblicato nel 1990. Viene dopo il fortunato Lap of Luxury, ed è anche l'ultimo album in studio ad essere pubblicato per la Epic.

## Tracce
1. Back 'N Blue - 4:43 - (Johnson, Nielsen, Rhodes, Zander)
2. I Can't Understand It - 3:30 - (R. Nielsen, R. Zander, T. Petersson)
3. Wherever Would I Be - 4:06 - (D. Warren)
4. If You Need Me - 4:46 - (M. Jones, R. Nielsen, R. Zander)
5. Can't Stop Fallin' Into Love - 3:49 - (R. Nielsen, R. Zander, T. Petersson,L. Nesbit)
6. Busted - 4:06 - (R. Nielsen, R. Zander)
7. Walk Away - 3:43 - (R. Nielsen, R. Zander, T. Petersson, C. Hynde)
8. You Drive, I'll Steer - 4:34 - (R. Nielsen, R. Zander)
9. When You Need Someone - 5:18 - (N. Graham, Kelly, R. Nielsen)
10. Had To Make You Mine - 3:15 - (R. Nielsen, R. Zander, T. Petersson)
11. Rock 'N' Roll Tonight - 4:57 - (R. Wood)

## Formazione
- Robin Zander - voce
- Rick Nielsen - chitarre
- Bun E. Carlos - batteria
- Tom Petersson - basso